# Саратовское наместничество

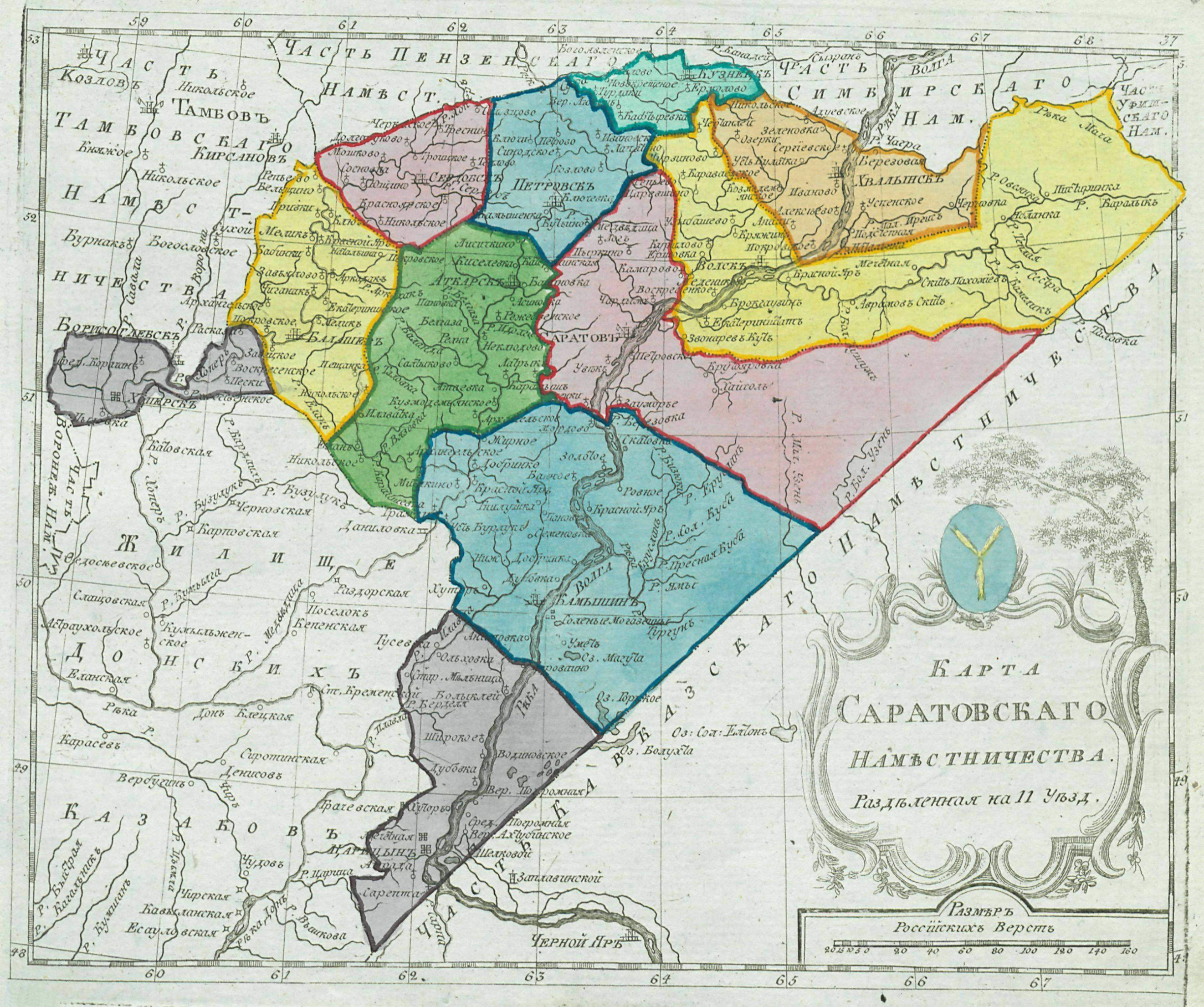
Саратовское наместничество в 1792 году

Саратовское наместничество — административно-территориальная единица Российской империи, существовавшая в 1780—1796 годах.

## История
Саратовское наместничество было учреждено 7 ноября 1780 года.
12 декабря 1796 года Саратовское наместничество было упразднено, а его территория разделена между Пензенской и Астраханской губерниями.

## Административно-территориальное деление
Первоначально наместничество включало 9 уездов:
- Аткарский уезд
- Балашовский уезд
- Вольский уезд
- Камышинский уезд
- Кузнецкий уезд
- Петровский уезд
- Саратовский уезд
- Сердобский уезд
- Хвалынский уезд

10 февраля 1782 года из Тамбовского наместничества в Саратовское был передан Новохопёрский уезд. 2 апреля 1782 года из Астраханской губернии в Саратовское наместничество был передан город Царицын с Ахтубинским шёлковым заводом и Чёрный Яр. 3 августа 1782 года из Тамбовского наместничества в Саратовское была передана часть Борисоглебского уезда.
5 мая 1785 года Черноярский уезд был передан из Саратовского наместничества в Астраханскую область Кавказского наместничества

## Правители наместничества
| Ф. И. О.                  | Титул, чин, звание               | Время замещения должности |
| ------------------------- | -------------------------------- | ------------------------- |
| Поливанов Иван Игнатьевич | генерал-майор                    | 1781—1787                 |
| Нефедьев Илья Гаврилович  | генерал-поручик                  | 1787—1794                 |
| Ланской Василий Сергеевич | действительный статский советник | 24.11.1794—12.12.1796     |